# Kóstas Míssas
Konstantínos « Kóstas » Míssas (grec moderne : Κωνσταντίνος «Κώστας» Μίσσας), né le 15 août 1953, en Grèce, est un joueur et entraîneur grec de basket-ball. 

## Palmarès
Joueur
- Champion de Grèce de D2 1974, 1981

Entraîneur
- Vainqueur du championnat d'Europe -20 ans 2009
- Finaliste du championnat d'Europe -20 ans 2010